# Eulerova funkce

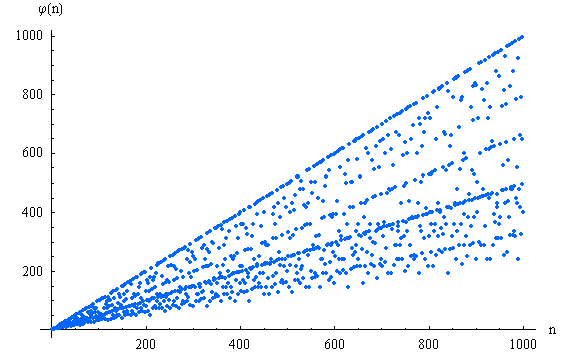
Graf Eulerovy funkce pro hodnoty od 1 do 1000

Eulerova funkce je významná funkce v teorii čísel.
Značí se {\displaystyle \varphi (n)}.

## Definice
{\displaystyle \varphi :\mathbb {N} \to \mathbb {N} }
{\displaystyle \varphi (n)} je počet všech přirozených čísel k takových, že {\displaystyle 1\leq k\leq n} a NSD(k,n)=1, tedy k a n jsou nesoudělná čísla. Ihned z definice jsou patrné následující vlastnosti:
- {\displaystyle \varphi (1)=1},
- {\displaystyle \varphi (p)=p-1} pro p prvočíslo,
- {\displaystyle \varphi (p^{m})=(p-1)\cdot p^{m-1}} pro p prvočíslo a m kladný celý exponent.

## Výpočet Eulerovy funkce
K výpočtu hodnoty Eulerovy funkce pro obecný argument n se používá následující vlastnost (multiplikativnost): Nechť x,y jsou dvě nesoudělná celá kladná čísla, potom
{\displaystyle \varphi (xy)=\varphi (x)\cdot \varphi (y)}.
Toto tvrzení se dokazuje pomocí čínské věty o zbytcích.
Je patrné, že je-li znám rozklad argumentu n na prvočísla:
{\displaystyle n=p_{1}^{k_{1}}\cdot p_{2}^{k_{2}}\cdots p_{m}^{k_{m}}}
je hodnota Eulerovy funkce rovna
{\displaystyle \varphi (n)=\prod _{i=1}^{m}\varphi (p_{i}^{k_{i}})=\prod _{i=1}^{m}((p_{i}-1)p_{i}^{k_{i}-1}).}
Naproti tomu není známo, zda lze Eulerovu funkci efektivně spočítat bez znalosti rozkladu argumentu na prvočísla; efektivní algoritmus znamená v tomto případě algoritmus polynomiální.
Objev prakticky využitelného algoritmu pro výpočet Eulerovy funkce bez znalosti rozkladu argumentu by měl ničivé důsledky pro bezpečnost šifry RSA, neboť s jeho pomocí by každý byl schopen dopočítat z veřejného klíče klíč soukromý.